# Analisi dei flussi di cassa
L'analisi dei flussi di cassa è un prospetto che evidenzia come si sono formate le variazioni finanziarie di base (cassa e banca) durante un esercizio commerciale.
Il flusso di liquidità (aumento o diminuzione di cassa) è il risultato di varie gestioni:
- economica: tramite l'autofinanziamento ovvero tramite le risorse generate dall'attività economica aziendale quantificabili nella sommatoria dell'utile di esercizio ed i costi/ricavi non finanziari;
- operativa: tramite la gestione delle dilazioni di pagamento dei debiti e crediti commerciali;
- strategica: tramite le scelte di investimento in beni durevoli ed il reperimento ed il rimborso di fonti di finanziamento interne ed esterne.

Questo prospetto consente agli stakeholder aziendali di capire se l'azienda ha un soddisfacente stato di salute finanziaria, che può essere totalmente dissociata dalla capacità di ottenere risultati economici positivi.